# Chiropetalum tricuspidatum
Chiropetalum tricuspidatum är en törelväxtart som först beskrevs av Jean-Baptiste de Lamarck, och fick sitt nu gällande namn av Adrien Henri Laurent de Jussieu. Chiropetalum tricuspidatum ingår i släktet Chiropetalum och familjen törelväxter. Inga underarter finns listade i Catalogue of Life.